# Антонівське
Анто́нівське — село в Україні, у Синельниківському районі Дніпропетровської області. Населення становить 355 осіб. 

## Історія
До 2016 року орган місцевого самоврядування - Богданівська сільська рада.
12 червня 2020 року, відповідно до розпорядження Кабінету Міністрів України № 709-р від «Про визначення адміністративних центрів та затвердження територій територіальних громад Дніпропетровської області», увійшло до складу Новопавлівської сільської громади.
19 липня 2020 року, в результаті адміністративно-територіальної реформи і ліквідації Межівського району, село увійшло до складу новоутвореного Синельниківського району.

## Географія
Село Антонівське розташоване на відстані 0,5 км від села Олександрівка, за 2 км від села Веселе і за 3 км від селища Межова. Поруч проходять автомобільна дорога Т 0406 і залізниця, станція Межова за 4 км.